# Кустарниковый бронзовокрылый голубь-фапс
Кустарниковый бронзовокрылый голубь-фапс (лат. Phaps elegans) — птица рода Бронзовокрылых голубей-фапс. Эндемик Австралии, имеет два подвида.

## Таксономия
Phaps elegans — один из видов семейства Голубиных. Может быть разделена на два отдельных подвида: P. elegans elegans и P. elegans occidentalis. P. elegans была впервые описана Якобом Темминком в 1809 году (по другим данным, в 1810 году).

## Описание
Эти птицы сравнительно малы, их размер колеблется в пределах 25—33 см. Половой диморфизм проявляется у этих птиц. И самки, и самцы сверху тёмно-оливково-коричневого цвета, и насыщенного каштана вдоль затылка и начала крыла.

## Ареал
Phaps elegans — эндемик Австралии и встречается на юго-западе и на юго-востоке материка, в том числе в Квинсленде, Новом Южном Уэльсе, Виктории, Южной Австралии, Западной Австралии, а также в Тасмании.

## Охрана
Phaps elegans занесена в Красную книгу МСОП как вид, вызывающий наименьшие опасения. BirdLife Australia считает, что вид имеет достаточно большую популяцию во всех штатах, где он встречается.